# Erromyzon compactus
Erromyzon compactus är en fiskart som beskrevs av Maurice Kottelat 2004. Erromyzon compactus ingår i släktet Erromyzon och familjen grönlingsfiskar. Inga underarter finns listade i Catalogue of Life.